# Hubert Fournier

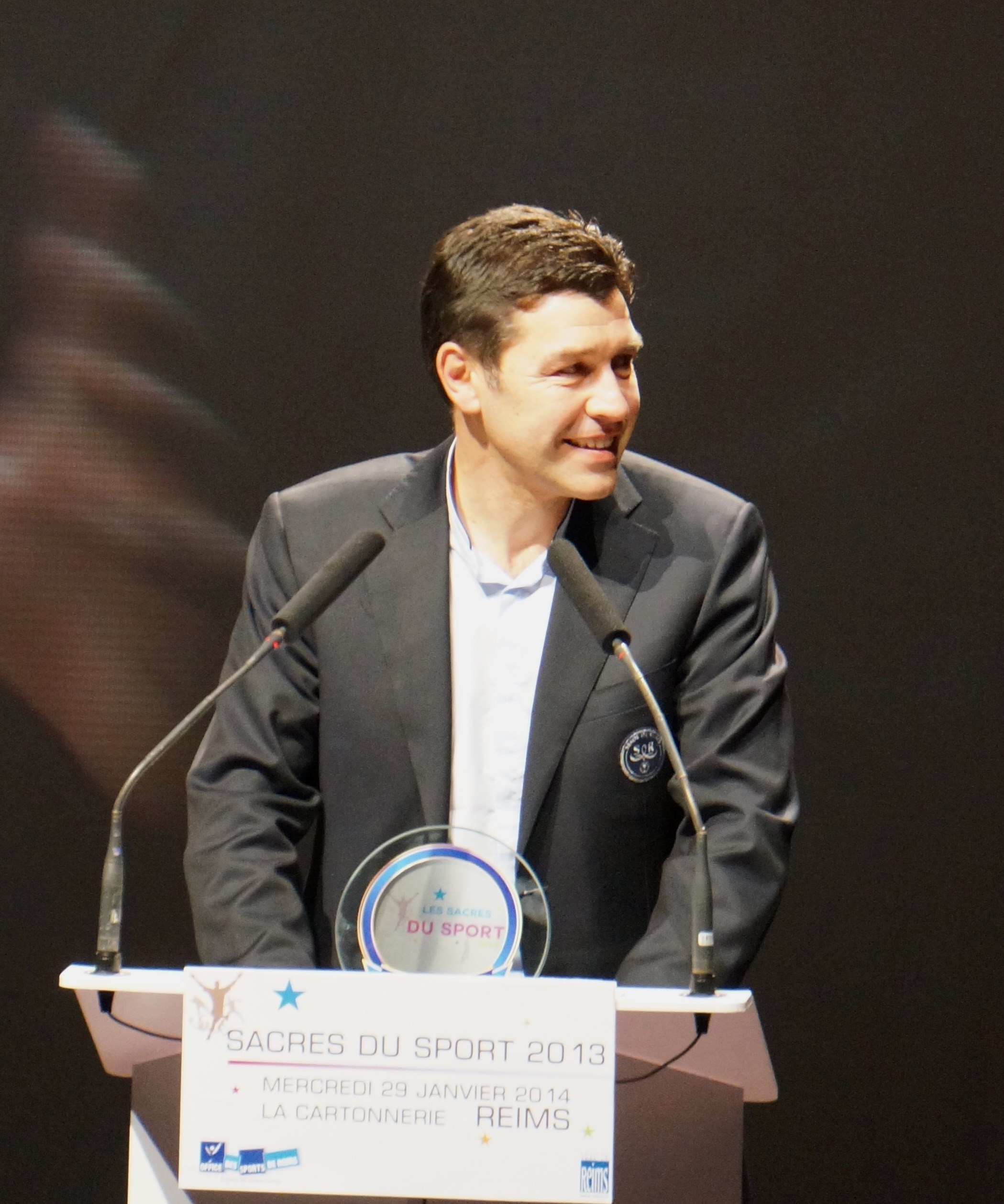
Hubert Fournier

Hubert Fournier (* 3. September 1967 in Riom) ist ein ehemaliger französischer Fußballspieler und aktuell -trainer. Mit seinem Kollegen und Namensvetter Laurent Fournier ist er nicht verwandt.

## Spielerkarriere
Der Innenverteidiger spielte im Erwachsenenbereich bei INF Vichy (1986/87), US Maubeuge (1987–1989), SM Caen (1989–1993), EA Guingamp (1993–1996), Borussia Mönchengladbach (1996–Dezember 1997), Olympique Lyon (1998–2000), erneut in Guingamp (2000–2002) und beim FC Rouen (2002–2004). Mit Caen, Guingamp und Lyon bestritt er insgesamt 254 Erstligaspiele, in denen er auch acht Treffer erzielte. Für Mönchengladbach stand er in 36 Bundesliga-Punktspielen auf dem Rasen und war zudem der erste Franzose, der für den Klub am Niederrhein spielte. Außerdem wurde Fournier in insgesamt 16 Begegnungen von Caen, Mönchengladbach und Lyon auf europäischer Ebene (UEFA-Cup und Champions League) eingesetzt.

## Trainerlaufbahn
Nach seiner Spielerzeit entschied er sich, die Fußballlehrerlizenz zu erwerben. Anlässlich des während der Ausbildung obligatorischen Praktikums bei einem Profiverein bemühte er sich, anders als die meisten Kursteilnehmer, nicht um einen Platz bei einem der „ganz großen“ europäischen Klubs, sondern absolvierte dies beim englischen Zweitligisten Cardiff City.

„Ich tat das nicht, um mich von den anderen zu unterscheiden, … sondern weil ich nicht erwartete, dass mich eines Tages Chelsea, Manchester, Liverpool oder Arsenal verpflichten würde. Ich bevorzugte einen Klub, dessen Verhältnisse sich auf den französischen Fußball würden übertragen lassen.“

Nach Abschluss seiner Ausbildung arbeitete Hubert Fournier zunächst als Assistenztrainer von Philippe Montanier bei der US Boulogne (2004–2008), anschließend als Chefcoach und Leiter des Trainerstabes beim FC Gueugnon (2008/09). Im Sommer 2009 holte ihn der in die dritte Liga abgestiegene Stade Reims als Co-Trainer von Marc Collat; zwölf Monate später beförderte der in die zweite Liga zurückgekehrte Verein ihn zum verantwortlichen Trainer. 2012 stieg Reims unter Hubert Fournier in die höchste Spielklasse auf. Er gilt als „pragmatisch, entschlossen, nachdenklich und zurückhaltend“; Spieler, die unter ihm trainiert haben, schätzen an ihm, dass er gerade auch junge Fußballer fördere, für die er „stets ein offenes Ohr und auch ein persönliches Wort“ habe. Anlässlich der Ankündigung Anfang 2014, den Vertrag mit Fournier um zwei weitere Jahre verlängern zu wollen, hob Vereinspräsident Jean-Pierre Caillot eine weitere Qualität des Trainers hervor: „Hubert hat immer die [begrenzten] Möglichkeiten des Klubs akzeptiert und sich nie darüber beklagt“ – von den zwanzig Erstligisten wies Reims den viertkleinsten Saisonetat auf –, dabei aber die Mannschaft in der laufenden Spielzeit in das obere Tabellendrittel geführt.
Im Sommer 2014 wechselte Fournier dann allerdings dennoch zu Olympique Lyon, den er in seiner ersten Saison zur Vizemeisterschaft führte. Nachdem OL in der folgenden Spielzeit vor der Winterpause lediglich einen Rang im Tabellenmittelfeld belegte, entließ ihn der Klub zum Jahreswechsel.
Ende Juni 2017 ernannte der Landesverband FFF Hubert Fournier zum Directeur Technique Nationale (DTN), dem obersten Verbandstrainer Frankreichs.